# Riekiella cornuta
Riekiella cornuta är en tvåvingeart som beskrevs av Kelsey 1971. Riekiella cornuta ingår i släktet Riekiella och familjen fönsterflugor. Inga underarter finns listade i Catalogue of Life.